# 장쥔마이
카선 장(중국어 정체자: 張嘉森, 병음: Zhāng Jiāsēn; 1887–1969), 또한 장쥔마이(중국어 정체자: 張君勱, 병음: Zhang Junmai) 또는 카슨 장으로도 알려진 그는 저명한 중국의 철학자이자 공공 지식인이자 사회민주주의 정치가였다. 그는 "중화민국 헌법의 아버지"로 인정받았다.
그는 1946년 중화민국 헌법 초안 작성에 중요한 역할을 했다. 장은 제퍼슨 민주주의와 관련된 사상에 영향을 받았다.

## 전기
중국 상황에서 인권의 선구적인 이론가였던 장은 국민당 시대에 자신만의 작은 "제3 세력" 민주당을 설립했다.
장은 독일식 사회민주주의를 지지하면서도 자본주의, 공산주의, 길드 사회주의에 반대했다. 그는 철도와 광산과 같은 주요 산업의 사회화를 정부 관리, 기술자, 소비자가 공동으로 운영하는 것을 지지했으며, 필리프 샤이데만 치하의 독일 사회민주당이 옹호했던 것과 같은 혼합 경제의 중국 개발을 지지했다.
전통적인 유교 학위인 수재를 취득한 장은 일본의 와세다 대학에서 공부하며 량치차오의 입헌군주제 이론에 영향을 받았다. 1918년 그는 량의 전후 유럽 순방에 동행했으며, 후에 독일로 가서 베를린 훔볼트 대학교에서 짧은 시간 동안 철학을 공부했다. 독일에 있는 동안 그는 루돌프 오이켄 (1846–1926)과 앙리 베르그손 (1859–1941)의 가르침에 영향을 받았다. 오이켄의 전 학생이었던 한스 드리슈와 함께 장은 1920년대 초 중국 전역을 여행하며 드리슈의 중국어 통역을 맡아 오이켄의 철학적 비전을 강의했다. 1922년, 장은 연방정부 제도의 헌법 개요 초안을 작성하는 위원회를 이끌었다. 1923년 장은 칭화 대학에서 "인생관(人生觀)"이라는 제목의 강연을 했다. 얼마 지나지 않아 그의 강연은 칭화 주간(淸華週刊)에 발표되었고, 이는 과학과 형이상학에 대한 논쟁(또한 "세계관 논쟁"으로 알려짐)으로 이어졌다. 그는 현재 현대 신유학의 일부를 형성하는 내용에 대해 광범위하게 저술했다.
장둥쑨과 함께 그는 국민사회당(독일의 나치와는 관련 없음)을 조직했다. 1933년 그와 황옌페이는 권력 분립, 표현의 자유 및 인권에 대한 강력한 자유주의 교리를 가진 제3세력 정당인 중국 민주 동맹을 조직했다. 장은 중일 전쟁 초기에 난징 국민주의 엘리트들로 구성되어 일본의 군사력에 대한 중국의 무능력을 강조하고 중일 평화와 휴전을 옹호했던 저키 클럽에 가입했다. 정치학자 첸 돤성은 장을 "자신이 조직가가 아니며 유능한 사람을 골라 자신을 위해 조직할 수 있는 사람도 아니다"라고 비판했다. 전쟁 중 장을 알았던 미국 외교관 존 F. 멜비는 장이 그의 형제인 장자아오가 고집스러웠던 것처럼 "비현실적"이라고 느꼈다. 학자로서 멜비는 장이 "매우 지적이고 교육을 잘 받았다"고 인정했지만, 정치인으로서는 "유토피아적"이고 "무력했다"고 말했다. 일본과의 전쟁 후 장은 중국 민주사회당의 주석이 되었다.
중국 공산당에 반대했지만, 장제스의 헌법 불이행에 불만을 품었던 카선 장은 1949년 이후 미국으로 갔다. 민주사회당은 이후 대만으로 이동하여 중국국민당의 일당 독재와 억압에 계속 저항했지만, 대만에서의 생존은 국민당과의 암묵적인 협력 덕분이었다. 카선 장은 1962년에 당의 단결을 요구하며 다시 나타났지만, 1969년 사망하기 전에 미국으로 돌아갔다.

## 가족
카선 장은 저명한 은행가이자 정치인인 장자아오의 형이었다. 그의 여동생인 장유이는 교육자, 은행가이자 시인 쉬즈모의 첫 번째 아내였다.

## 같이 보기
- 중국 철학

## 작품
- Chang, Carsun. The Third Force in China. New York: Bookman Associates, 1952.
- Chang, Carsun. The Development of Neo-Confucian Thought. 2 vols. New York: Bookman Associates, 1957-1962. (Vol. 2)
- Chang, Carsun. Wang Yang-ming: Idealist philosopher of sixteenth-century China. Jamaica, NY: St. John's University Press, 1962.
- Chang, Carsun, and Rudolf Eucken. Das Lebensproblem in China und in Europa. Leipzig: Quelle & Meyer, 1922.
- Chang, Carsun, and Kalidas Nag. China and Gandhian India. Calcutta: The Book Company, 1956.
- Chang, Carsun et al. (1958). A Manifesto on the Reappraisal of Chinese Culture; Our Joint Understanding of the Sinological Study Relating to World Cultural Outlook.
- Chang, Carsun. Guoxian yi (1921). In Xian Zheng zhi dao (Beijing: Qinghua daxue chubanshe, 2006a).
- Chang, Carsun. Minzu fuxing de xueshu jichu (1935). Beijing: Zhongguo renmin daxue chubanshe, 2006b.
- Chang, Carsun. Mingri zhi Zhongguo wenhua (1936). Beijing: Zhongguo renmin daxue chubanshe, 2006c.
- Chang, Carsun. Li guo zhi dao (1938). In Xian Zheng zhi dao (Beijing: Qinghua daxue chubanshe, 2006d).
- Chang, Carsun. Yili xue shi jiang gangyao (1955). Beijing: Zhongguo renmin daxue chubanshe, 2006.
- Chang, Carsun. Bijiao Zhong Ri Yangming xue. Taipei: Taiwan shangwu yinshu guan, 1955.
- Chang, Carsun. Bianzheng weiwu zhuyi bolun. Hong Kong: Youlian chubanshe, 1958.
- Chang, Carsun. Zhongguo zhuanzhi junzhu zhengzhi pingyi. Taipei: Hongwen guan chubanshe, 1986.
- Chang, Carsun. Rujia zhexue zhi fuxing. Beijing: Zhongguo renmin daxue chubanshe, 2006.
- Chang, Carsun, and Wenxi Cheng. Zhong Xi Yin zhexue wenji. 2 vols. Taipei: Taiwan xuesheng shuju, 1970.
- Chang, Carsun, and Huayuan Xue. Yijiusijiu nian yihou Zhang Junmai yanlun ji. Taipei : Daoxiang chubanshe, 1989.

## 보조 자료
- Jeans Jr., Roger B. (1997). 《Democracy and Socialism in Republican China: The Politics of Zhang Junmai (Carsun Chang), 1906–1941》. Lanham (Maryland) and Oxford (UK): Rowman & Littlefield. ISBN 9780847687077.
- Fung, Edmund S. K. (2000). 《In Search of Chinese Democracy: Civil Opposition in Nationalist China, 1929-1949》. Cambridge; New York: Cambridge University Press. ISBN 0521771242.
- Nelson, Eric S. (2017). 《Chinese and Buddhist Philosophy in Early Twentieth-Century German Thought》. London: Bloomsbury, pp. 43-76. ISBN 9781350002555.
- Nelson, Eric S. (2020). 《Zhang Junmai's Early Political Philosophy and the Paradoxes of Chinese Modernity》. 《Asian Studies》 8. 183–208쪽. doi:10.4312/as.2020.8.1.183-208. S2CID 214271980.
- Xinzhong Yao, ed. (2003). RoutledgeCurzon Encyclopedia of Confucianism. London and New York: RoutledgeCurzon, Vol. 2, pp. 799–800.